# HD 93250
HD 93250 là một ngôi sao dạng O với khối lượng 118 lần Khối lượng Mặt trời trong chòm sao Carina.